# Анна Генрієтта Баварська
Анна Генрієтта Баварська (фр. Anne Henriette Julie; 13 березня 1648 — 23 лютого 1723) — принцеса Пфальц-Зіммерська, дружина Генріха III, герцогиня Бурбонська. Після смерті батька Генріх III став наступним принцом Конде. Сама ж Анна Генрієтта від 1708 року носила титул герцогині Арш.

## Біографія
Анна народилася в Парижі і була однією з трьох дочок принца Едварда Віттельсбаха князя Пфальц-Зіммерського та Анни Ґонзаги. Її дідусями і бабусями були: Фрідріх V «Зимовий король», Єлисавета Стюарт та Карл I Ґонзаґа (герцог Мантуї) іКетрін де Гіз. Її тітка дворазова польська королева Людовика Марія Ґонзага.
В п'ятнадцять років вона заручилася з Генріхом III, герцогом Енгієнським-він був єдиною дитиною відомого командира Людовика II, герцог Конде. Людовик був найстаршим принцом крові при французькому дворі і носив титул Першого Принца Крові. Його син носив титул герцога Енгієнського, всі про дворі звертались до нього Monsieur le Duc. Шлюб був укладений в Луврі 11 грудня 1663 року в присутності двору Людовика XIV та королівської родини. З того часу герцогиня стала відома як Madame la Duchesse а після смерті свого батька в 1684 році Madame la Princesse.
Герцог Енгієнський був неврівноваженим, агресивним, і більшу частину свого життя вважав що він лікантроп. Герцогиню описують як дуже набожну, щедру та милостиву, двір вважав її хорошою матір'ю, та дружиною. Незважаючи на це в її чоловіка часто були напади гніву час то він бив її навіть у присутності дворян. Хоча шлюб Анни виявився нещасливим, своєму чоловіку вона народила десятеро дітей.П'ятеро з них вижили.
Герцогиня була одним з свідків одруження її кузени Єлисавети Шарлотти Віттельсбах та брата короля Філіпа, герцога Орлеанського в 1671 році. Батьки Анни Генрієтти та Єлисаветти Шарлотти були братами. Коли в 1708 році помер один з кузенів Анни Генрієтти, Карл IV останній герцог Мантуї, вона була спадкоємиця герцогства Арш. Наступного року в Парижі у віці шістдесяти років помер Генріх III, а її син Людовик стає герцогом Конде. Людовик помер наступного року а титул перейшов до його сина Людовика Генріха.
Анна Генрієта померла ймовірно від віспи 23 лютого 1723 року. Була похована в монастирі кармеліток св. Якова в Парижі.

## Нащадки
Від шлюбу з Генріхом III, герцогом Конде (1643—1709) Анна мала десятеро дітей:
- Генрі Бурбон, герцог Бурбонський (1667-1670),
- Людовик Бурбон, герцог д'Енгієнський, герцог Конде (1668-1710),
- Генрі Бурбон граф де Клермон (1672-1675),
- Людовик Генріх Бурбон, граф де ла Марш (1673-1675),
- Марія Тереза Бурбон мадмуазель де Бурбон (1666-1732), з 1688 дружина двоюрідного брата Франсуа Людовик Бурбон, герцога Конті.
- Анна Бурбон, мадмуазель д'Енгієн (1670-1675),
- Анна Марія Бурбон, мадмуазель д'Енгієн, пізніше мадмуазель де Конде (1675-1700),
- Анна Людовика Бенедикта Бурбон, мадмуазель д'Енгієн, пізніше мадмуазель де Шарль (1676-1753), з 1692 дружина Людовика Огюста Бурбона, герцога Менського (байстрюк  короля Людовика XIV),
- Марія Анна Бурбон, мадмуазель де Монтморансі, пізніше мадмуазель д'Енгієн (1678-1718), дружина Луї Жозефа Бурбон, герцога Вандом.
- дочка, мадмуазель де Клемонт (1679-1680).